# Liste der Kulturgüter in Ruggell
Die Liste der Kulturgüter in Ruggell enthält alle unter Denkmalschutz gestellten Objekte auf dem Gebiet der Gemeinde Ruggell im Fürstentum Liechtenstein. Grundlage ist das Verzeichnis der geschützten Kulturgüter im Fürstentum Liechtenstein, das durch das Amt für Kultur erstellt und seither laufend ergänzt wurde (Stand: 2020).

## Kulturgüter
| Foto |                                                         | Objekt                                                                 | Standort                                             | Beschreibung | Eintragung |
| ---- | ------------------------------------------------------- | ---------------------------------------------------------------------- | ---------------------------------------------------- | --- | ---------- |
|      | Datei hochladen                                         | Haus 45 samt Stall Objekt-Nr.: 5512.0129                               | Schellenbergstrasse 15 (Karte)Parzelle: 737          | | 10.01.1978 |
|      | Datei hochladen                                         | Haus 7 Objekt-Nr.: 5512.0130                                           | Oberweilerstrasse 8 (Karte)Parzelle: 508             | Die stattliche bäuerliche Hofstätte im Ortsteil «Oberwiler» in Ruggell entstand im Übergang vom 18. ins 19. Jahrhundert. Das Wohnhaus datiert in das Jahr 1782 und die Stallscheune in das Jahr 1808.                                                  | 16.01.1979 |
| ja   | Datei hochladen                                         | Haus 72 Objekt-Nr.: 5512.0131                                          | Dorfstrasse 54 (Karte)Parzelle: 1152                 | Das Haus 72 wurde vermutlich im 16./17. Jahrhundert als Doppelwohnhaus erbaut. | 10.07.1984 |
|      | Datei hochladen                                         | Haus 73 inkl. Wand- und Deckentäfer in Wohnstube Objekt-Nr.: 5512.0132 | Dorfstrasse 52 (Karte)Parzelle: 1151                 | Das Haus 73 wurde vermutlich im 16./17. Jahrhundert als Doppelwohnhaus erbaut. | 10.07.1984 |
|      | Datei hochladen                                         | Haus 67 samt nördlich angebautem Stall Objekt-Nr.: 5512.0133           | Dorfstrasse 42 (Karte)Parzelle: 641                  | Das zweigeschossige Wohnhaus unter Satteldach besitzt einen Kernbau aus dem Jahr 1517. | 17.11.1987 |
| ja   | Datei hochladen · zugehöriges Wikidata-Objekt Q64027074 | Haus 53, Küfer Marti’s Huus Objekt-Nr.: 5512.0134                      | Giessenstrasse 14 (Karte)Parzelle: 1064              | Erbaut wurde das Küefer-Martis-Huus 1731 als Barock-Bauernhaus. | 02.07.1996 |
| ja   | Datei hochladen                                         | Grenzerhaus Objekt-Nr.: 5512.0576                                      | Bangserstrasse (Karte)Parzelle: 1783                 | Das Grenzerhaus wurde vermutlich Ende des 19. Jahrhunderts erbaut. | 16.12.2003 |
|      | Datei hochladen                                         | Haus 68, altes Pfarrhaus Objekt-Nr.: 5512.0333                         | Dorfstrasse 46 (Karte)Parzelle: 3402                 | Gemäss Bauabrechnungen wurde das Pfarrhaus 1856/57 nach heute nicht mehr erhaltenen Plänen ausgeführt. Es wird vermutet, dass Zimmermeister Georg Jäger (1821–1873) aus Mauren massgeblich an den Arbeiten beteiligt war.                              | 27.06.2011 |
| ja   | Datei hochladen · zugehöriges Wikidata-Objekt Q27854139 | «Hochbrogg» Objekt-Nr.: 5512.0795                                      | Alta Spiersbach / Bangeserwesa (Karte)Parzelle: 1783 | Die «Hochbrogg», eine aus Bruchstein gebaute Bogenbrücke mit unbekanntem Errichtungsdatum, verbindet Österreich und Liechtenstein über den Spiersbach. Zum Zeitpunkt ihrer Sanierung im Jahr 2016 wurde ihr Alter auf mindestens 250 Jahren geschätzt. | 17.12.2013 |